# GLOW (TV-serie)
GLOW är en amerikansk komediserie skapad av Liz Flahive och Carly Mensch. Serien hade premiär 2017 på Netflix och skildrar kvinnor som wrestlade under 1980-talet. I huvudrollerna syns Alison Brie och Betty Gilpin. Serien har sänts i tre säsonger och har kontrakt på en fjärde avslutande säsong.

## Rollista i urval
- Alison Brie – Ruth "Zoya the Destroya" Wilder
- Betty Gilpin – Debbie "Liberty Belle" Eagan
- Sydelle Noel – Cherry "Junkchain"/"Black Magic" Bang
- Britney Young – Carmen "Machu Picchu" Wade
- Marc Maron – Sam Sylvia
- Britt Baron – Justine "Scab" Biagi
- Kate Nash – Rhonda "Britannica" Richardson
- Gayle Rankin – Sheila "the She Wolf"
- Kia Stevens – Tammé "The Welfare Queen" Dawson
- Jackie Tohn – Melanie "Melrose" Rosen
- Chris Lowell – Sebastian "Bash" Howard
- Bashir Salahuddin – Keith Bang
- Rich Sommer – Mark Eagan
- Sunita Mani – Arthie "Beirut the Mad Bomber" Premkumar
- Ellen Wong – Jenny "Fortune Cookie" Chey
- Kimmy Gatewood – Stacey "Ethel Rosenblatt"/"Ozone" Beswick
- Rebekka Johnson – Dawn "Edna Rosenblatt"/"Nuke" Rivecca
- Marianna Palka – Reggie "Vicky the Viking" Walsh
- Alex Rich – Florian Becker
- Andrew Friedman – Glen Klitnick
- Casey Johnson – Billy Offal
- Ravil Isyanov – Gregory
- Marc Evan Jackson – Gary
- Elizabeth Perkins – Birdie Howard

### Nya rollfigurer i säsong 2
- Shakira Barrera – Yolanda "Junkchain" Rivas
- Victor Quinaz – Russell Barroso
- Horatio Sanz – Ray
- Annabella Sciorra – Rosalie Biagi
- Wyatt Nash – Phil
- Patrick Renna – Toby “Cupcake” Matkins
- Phoebe Strole – Susan
- Eli Goree – Earnest Dawson
- Paul Fitzgerald – Tom Grant

### Nya rollfigurer i säsong 3
- Geena Davis – Sandy Devereaux St. Clair
- Breeda Wool – Denise
- Kevin Cahoon – Bobby Barnes
- Toby Huss – J. J. "Tex" McCready
- Frank L. Ridley – Marlo
- Nick Clifford – Paul